# توم هاتشينسون
توم هاتشينسون (بالإنجليزية: Tom Hutchinson)‏ هو لاعب كرة قدم بريطاني في مركز الدفاع، ولد في 23 فبراير 1982 في كينغستون ‏ في المملكة المتحدة. لعب مع نادي دندي ونادي فولهام ونادي ليويس ونادي وكينغ.

## وصلات خارجية
- توم هاتشينسون على موقع قاعدة بيانات كرة القدم.إي يو (الإنجليزية)
- توم هاتشينسون على موقع Soccerbase.com (لاعب) (الإنجليزية)